# 卡代扬
卡代扬（法語：Cadeilhan，法語發音：[kadɛjɑ̃]）是法国热尔省的一个市镇，属于孔东区。

## 地理
卡代扬（43°49'44"N, 0°46'17"E）面积8.43 平方千米，位于法国奧克西塔尼大區热尔省，该省份为法国西南部内陆省份，北起顺时针与洛特-加龙省、塔恩-加龙省、上加龙省、上比利牛斯省、大西洋比利牛斯省和朗德省接壤。
与卡代扬接壤的市镇（或旧市镇、城区）包括：巴若内特、比韦斯、布吕尼昂斯、蒙福尔、圣莱奥纳尔。

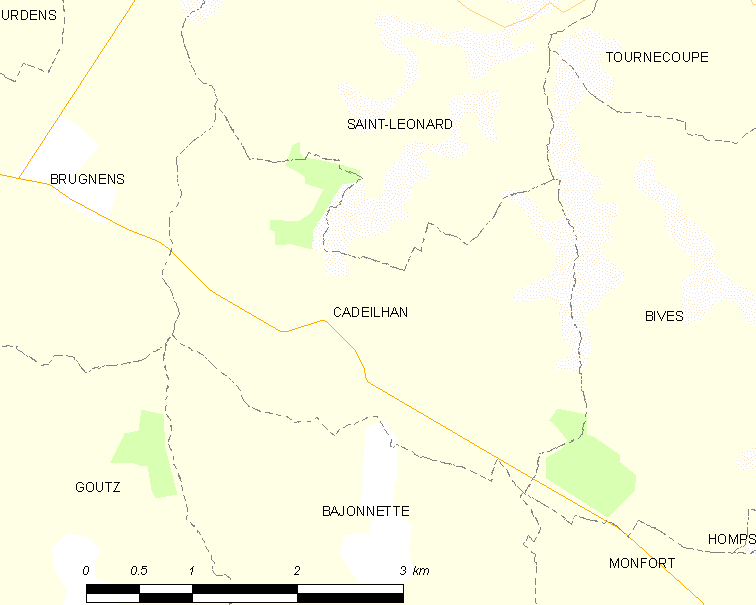
卡代扬的OSM定位图

卡代扬的时区为UTC+01:00、UTC+02:00（夏令时）。

## 行政
卡代扬的邮政编码为32380，INSEE市镇编码为32068。

## 政治
卡代扬所属的省级选区为弗勒朗斯-洛马涅县。

## 人口

1962-2008年间卡代扬人口变化图示

卡代扬于2022年1月1日时的人口数量为145人。